# Альфаметр
Альфаме́тр (газоаналізатор) — прилад для визначення коефіцієнта надлишку повітря α у горючій суміші, яка надходить у двигуни внутрішнього. згоряння. 
Принцип дії альфаметра побудований на залежності теплопровідності газу від його складу.